# Tintenpalast

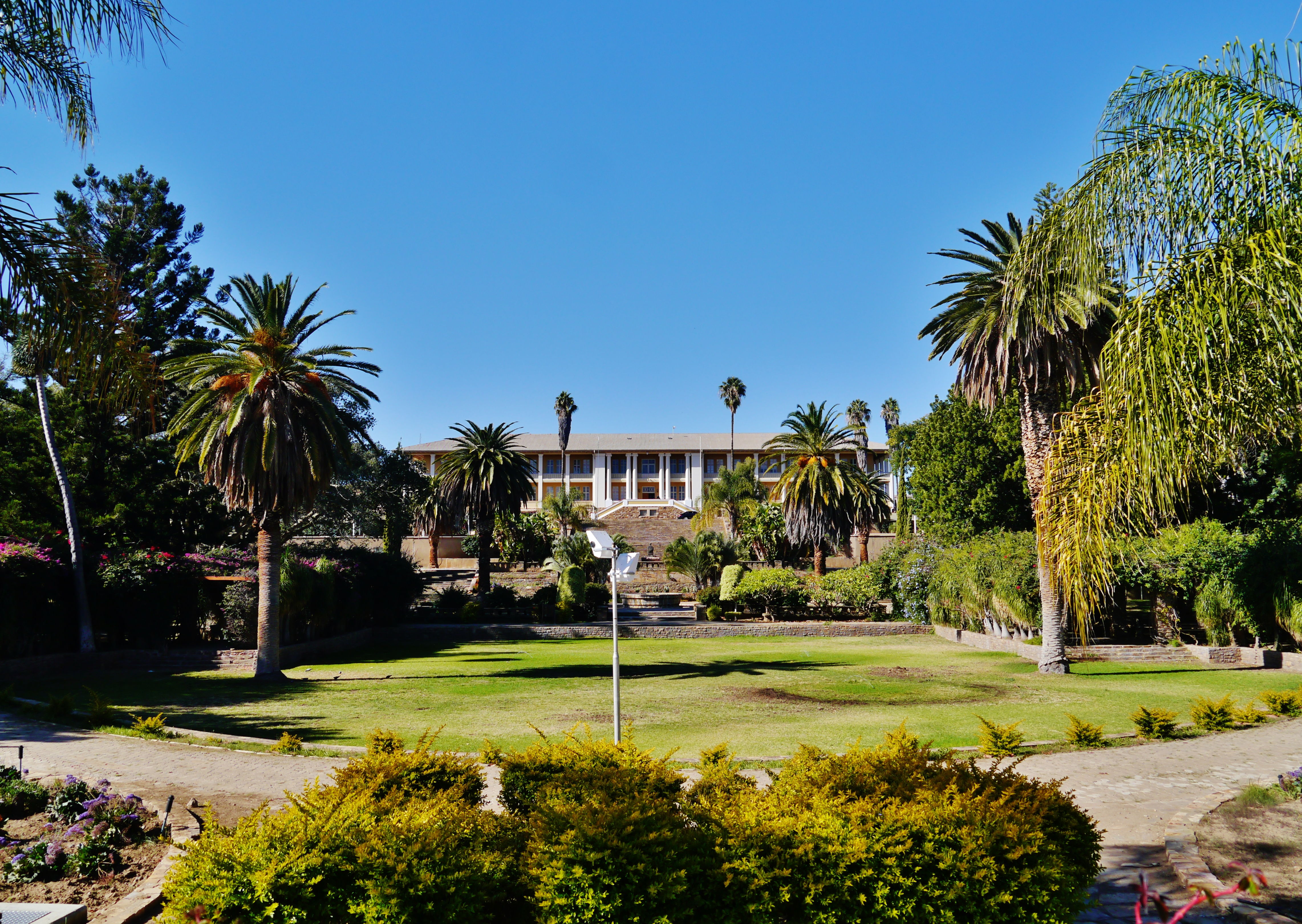
Vista frontale del Tintenpalast, con i suoi giardini.

Il Tintenpalast (dal tedesco, "palazzo dell'inchiostro") è la sede del Parlamento della Namibia.
Il palazzo sorge nella capitale Windhoek, immediatamente a nord di una delle vie principali della città, la Robert Mugabe Avenue, circondato da un grande parco.
Fu progettato dall'architetto Gottlieb Redecker e costruito dall'impresa Sander & Kock fra il 1912 e il 1913, utilizzando esclusivamente materiali locali. Il palazzo fu costruito come sede del governo coloniale dell'Africa Tedesca del Sud-Ovest, e in seguito ospitò sempre la massima autorità politica del paese.
Il nome "palazzo d'inchiostro" si riferiva originariamente alla grande quantità di documenti prodotti durante la progettazione del palazzo; oggi lo stesso nome viene spesso letto come un riferimento irriverente alla burocrazia.